# Solanum nigrescens
Solanum nigrescens es una especie de Solanaceae nativa del norte de México, el sudoeste de los Estados Unidos y Guatemala. Su hábitat incluye matorrales y bosques. 

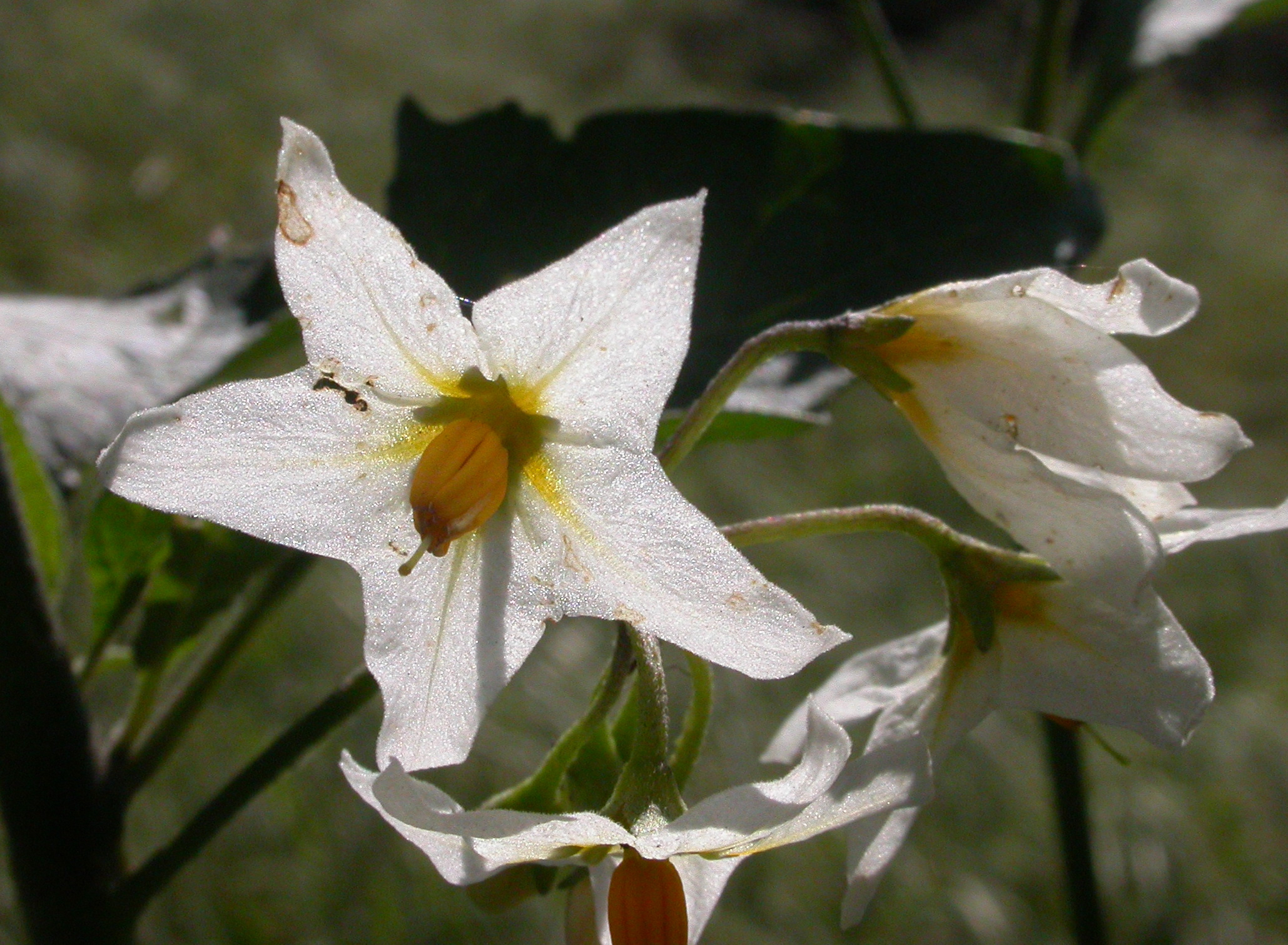
Detalle de las flores

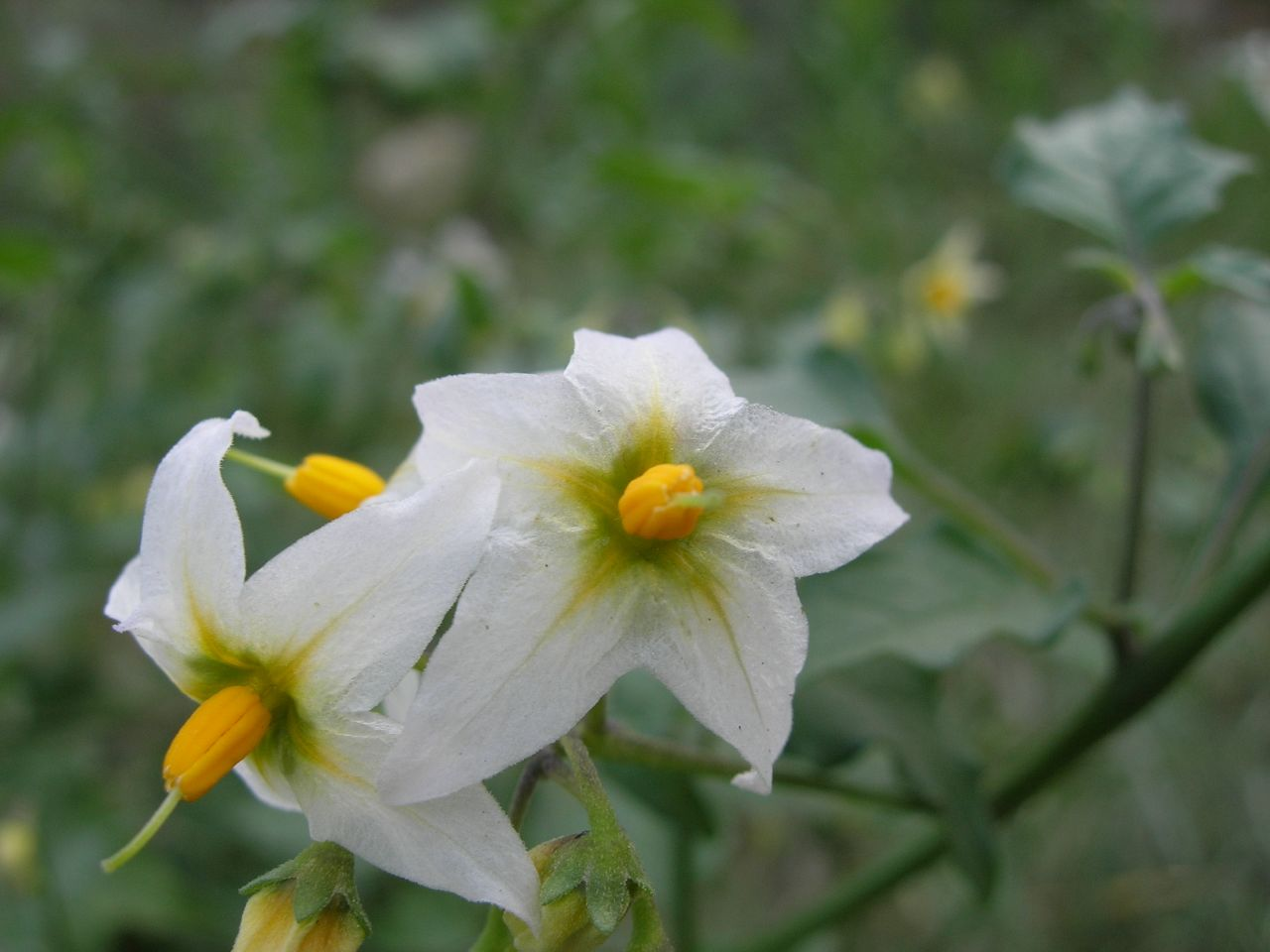
Flores

## Descripción
Es una hierba perenne o subarbusto con un tamaño de hasta dos metros de altura máxima. El tallo está recubierto de pelos blancos cortos. Las hojas pueden ser de hasta 9 centímetros de largo y tienen bordes lisos o dentados. La inflorescencia es un racimo de flores axilar. Las flores tienen forma de estrella con corolas blancas de hasta un centímetro de ancho. Tiene manchas verdes las bases de los lóbulos de la corola. Las anteras son amarillas de unos pocos milímetros de longitud. Las flores pueden ser vistos en flor durante gran parte del año. El fruto es una esférica baya de hasta un centímetro de ancho.

## Propiedades
Los nativos americanos utilizaron el jugo de las bayas con fines medicinales, y el pueblo Luiseño lo utiliza como tinte para tatuajes.

## Taxonomía
Solanum nigrescens fue descrito por M.Martens & Galeotti y publicado en Bulletin de l'Academie Royale des Sciences et Belles-lettres de Bruxelles 12(1): 140. 1845.
Etimología
Solanum: nombre genérico que deriva del vocablo Latíno equivalente al Griego στρνχνος (strychnos) para designar el Solanum nigrum (la "Hierba mora") —y probablemente otras especies del género, incluida la berenjena— , ya empleado por Plinio el Viejo en su Historia naturalis (21, 177 y 27, 132) y, antes, por Aulus Cornelius Celsus en De Re Medica (II, 33). Podría ser relacionado con el Latín sol. -is, "el sol", debido a que la planta sería propia de sitios algo soleados.
nigrescens: epíteto latino que significa "negruzco".
Sinonimia
- Solanum approximatum Bitter
- Solanum arizonicum Parish
- Solanum basilobum Bitter
- Solanum costaricense Heiser
- Solanum crenato-dentatum Dunal
- Solanum crenato-dentatum var. ramossissium Dunal
- Solanum deltaicum Cabrera
- Solanum douglasii Dunal
- Solanum durangoense Bitter
- Solanum gracile Dunal
- Solanum leonii Heiser
- Solanum maioranthum L.B. Sm. & Downs
- Solanum maracayuense Bitter
- Solanum nigrum subsp. chacoense Hassl.
- Solanum nigrum var. pilcomayense (Morong) Chodat
- Solanum nigrum var. rigidum Dunal
- Solanum oligospermum Bitter
- Solanum pilcomayense Morong
- Solanum pilcomayense var. brevipetiolare Chodat
- Solanum pilcomayense var. vicinum C.V. Morton
- Solanum pulchrilobum Bitter
- Solanum pulchrilobum var. paucilobum Bitter
- Solanum rojasii Chodat
- Solanum syringoideum Bitter
- Solanum syringoideum var. pycnostichanthum Bitter[8]